# Rocco Cocchia
Rocco Cocchia, in religione Rocco da Cesinali (Cesinali, 30 aprile 1830 – Chieti, 19 dicembre 1900), è stato un arcivescovo cattolico italiano.
Era membro dell'Ordine dei frati minori cappuccini.

## Biografia
Fratello di Domenico, anche lui frate cappuccino e vescovo di Cerignola, nacque da un'illustre famiglia di Cesinali nel 1830: nel 1846 entrò nell'ordine dei cappuccini e nel 1853 venne ordinato sacerdote.
Partecipò come consulente teologico al Concilio Vaticano I; fu responsabile dell'attività missionaria del suo ordine tra il 1870 e il 1872. Il 13 luglio 1874 papa Pio IX lo elesse vescovo titolare di Oropo e lo nominò delegato apostolico in Venezuela e nella Repubblica Dominicana: ricevette l'ordine episcopale il 26 luglio successivo. Fu il responsabile dei lavori di restauro nella cattedrale di Santo Domingo durante i quali vennero rinvenuti i presunti resti del corpo di Cristoforo Colombo, di cui autenticò le reliquie (ma di Colombo si conserva un'altra tomba a Siviglia).
Il 15 luglio 1878 venne promosso arcivescovo titolare di Sirace; fu poi eletto arcivescovo metropolita di Otranto (9 agosto 1883) e il 23 maggio 1887 venne trasferito alla sede di Chieti, dove avviò una riorganizzazione della vita ecclesiale, culminata nella celebrazione del primo sinodo teatino-vastese e, grazie ad un accordo con le autorità civili, fece riaprire il seminario.
Morì a Chieti nel 1900: il suo corpo nel 1927 venne traslato nella sua città natale, dove venne inumato nella chiesa di San Rocco.

## Genealogia episcopale e successione apostolica
La genealogia episcopale è:
- Cardinale Scipione Rebiba
- Cardinale Giulio Antonio Santori
- Cardinale Girolamo Bernerio, O.P.
- Arcivescovo Galeazzo Sanvitale
- Cardinale Ludovico Ludovisi
- Cardinale Luigi Caetani
- Cardinale Ulderico Carpegna
- Cardinale Paluzzo Paluzzi Altieri degli Albertoni
- Papa Benedetto XIII
- Papa Benedetto XIV
- Cardinale Enrique Enríquez
- Arcivescovo Manuel Quintano Bonifaz
- Cardinale Buenaventura Córdoba Espinosa de la Cerda
- Cardinale Giuseppe Maria Doria Pamphilj
- Papa Pio VIII
- Papa Pio IX
- Cardinale Raffaele Monaco La Valletta
- Arcivescovo Rocco Cocchia, O.F.M.Cap.

La successione apostolica è:
- Arcivescovo José Antonio Ponte (1876)
- Vescovo Raffaele Valenza (1889)

## Opere
- Storia delle missioni dei cappuccini, vol. 1, 1867; vol. 2, 1872; vol. 3, 1873.